# Уругвай на літніх Олімпійських іграх 1960
Уругвай брав участь у Літніх Олімпійських іграх 1960 року у Мельбурні (Австралія) увосьме за свою історію, але не завоював жодної медалі.